# Spišský hrad
Spišský hrad (maďarsky Szepesi vár, německy Zipser Burg) je se svým půdorysem 41 426 m² nejrozsáhlejší hradní zříceninou ve střední Evropě a jedním z největších hradních komplexů v Evropě. Nachází se na travertinovém kopci nedaleko od městečka Spišské Podhradie na katastru obce Žehra asi 5 km severozápadně od ní.
Spišský hrad je chráněn jako slovenská Národní kulturní památka a v roce 1993 byl hrad společně s přilehlými památkami (Spišská Kapitula, Spišské Podhradie a Žehra) zapsán na seznam lokalit Světového dědictví UNESCO.

## Historie
Spišský hrad tvoří spolu s městečky Spišské Podhradie a Spišská Kapitula souvislou historickou sídelní jednotku tvořenou třemi různými sídly:
- Spišské Podhradie – městečko tvořící hospodářské zázemí hradu a kapituly
- Spišský hrad – centrum královské moci na Spiši
- Spišská Kapitula – centrum církevní moci na Spiši

Spišský hrad je situován pod horským průsmykem Branisko, kterým procházela prastará obchodní cesta. Hradní kopec byl osídlen již od mladšího paleolitu. Na přelomu letopočtu vzniklo na hradním návrší rozlehlé laténské hradiště. Slovanské osídlení se však neobjevilo na hradním návrší, nýbrž se koncentrovalo na sousední náhorní plošinu Dreveníka. Opětovné osídlení hradního vrchu nastalo v průběhu 12. století v souvislosti se začleněním severovýchodního Slovenska do rámce Uherského království. V té době vznikl románský hrad s mohutnou obytnou věží kruhového půdorysu na nejvyšším vrcholu hradního skaliska. Tato věž však byla zanedlouho zničena, pravděpodobně v důsledku tektonické poruchy podloží a nahrazena v první třetině 13. století současnou věží postavenou v jejím těsném sousedství. Počátkem 13. století byl postaven rovněž románský poschoďový hradní palác s hradní kaplí, která sloužila nejenom hradnímu pánovi ale i proboštovi kapituly, která se usídlila na úpatí hradu ve věžové stavbě v prostorách dnešního románského předhradí.

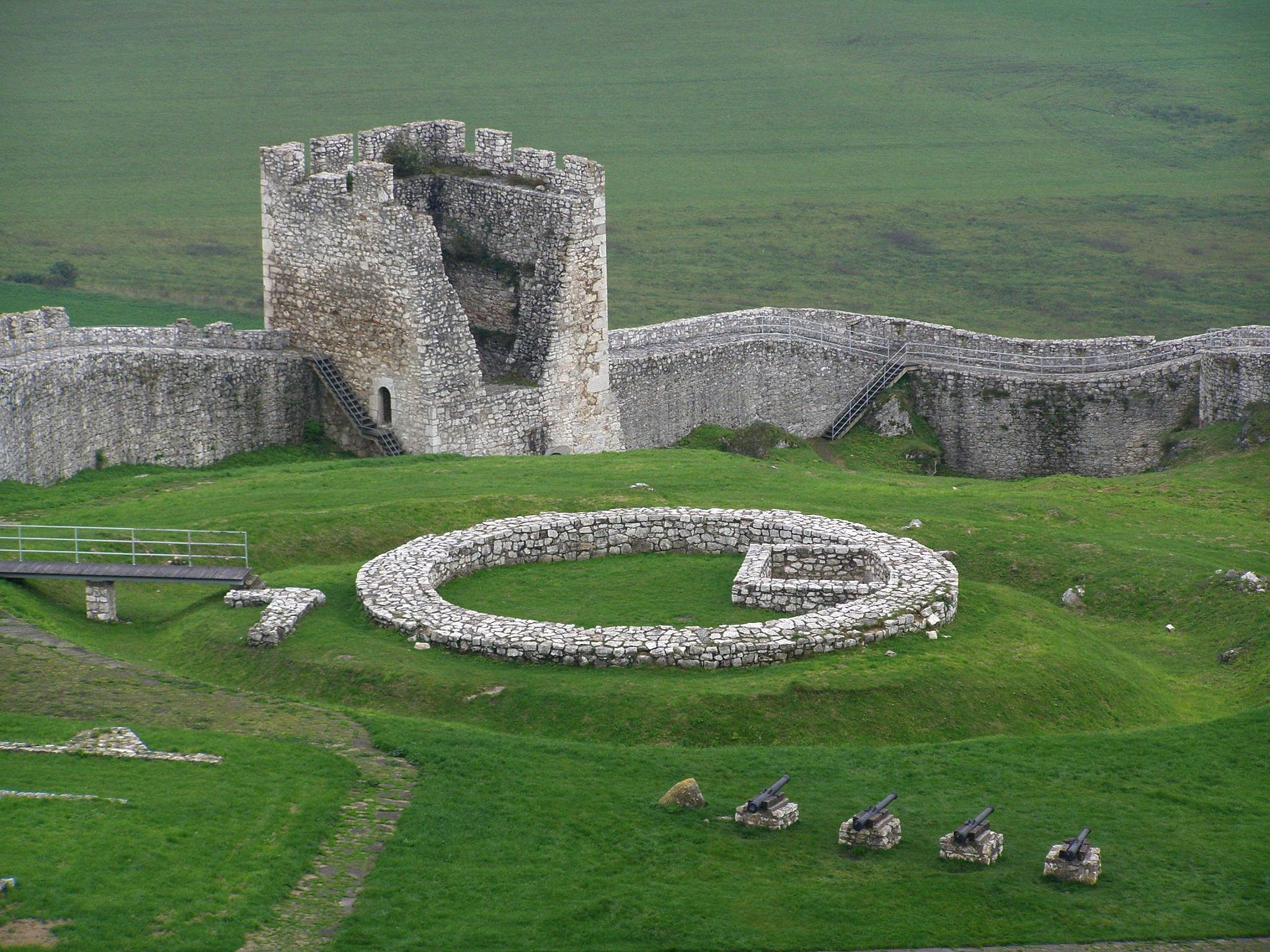
Západní hradby dolního nádvoří. Vpředu základy tzv. Jiskrovy pevnůstky z první poloviny 15. století se zřetelnými pozůstatky vodního příkopu

Spišský hrad jako jeden z mála hradů odolal tatarskému vpádu v roce 1241, poté bylo však zesíleno jeho opevnění. Na hradních stavbách a později i na stavbách ve Spišské Kapitule a v blízké obci Spišské Vlachy pracovali zedničtí mistři ze severní Itálie. V průběhu 14. století bylo vybudováno nové velké hradní nádvoří a v průběhu 15. století byl vybudován tzv. Dolní hrad – rozlehlé předhradí, které bylo sídlem vojsk Jana Jiskry z Brandýsa. Toto předhradí bylo vymezené hradební zdí, dvěma obytnými věžemi a vstupní věží. V centru se nacházela samostatně opevněná pevnůstka.

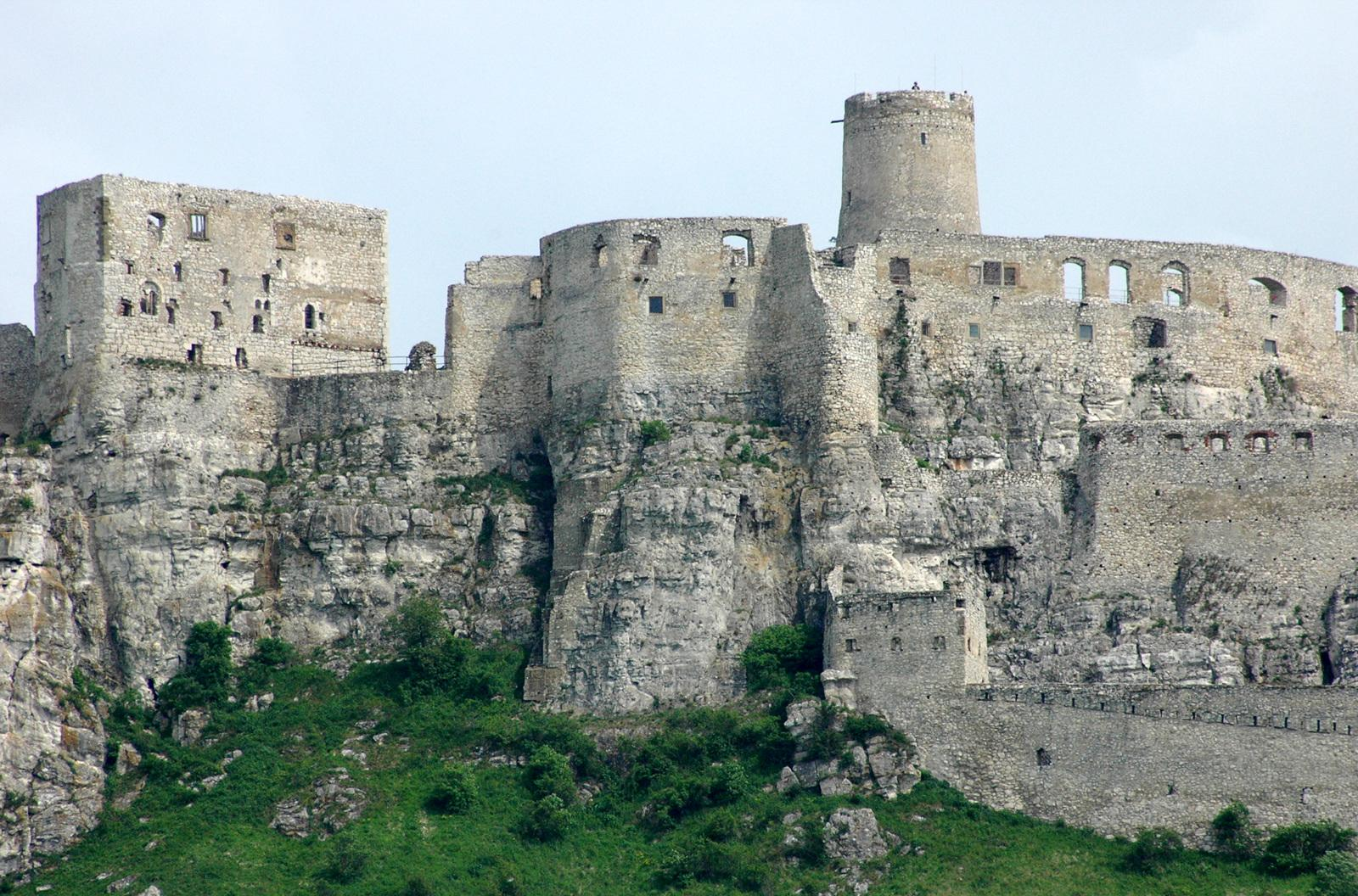
Spišský hrad

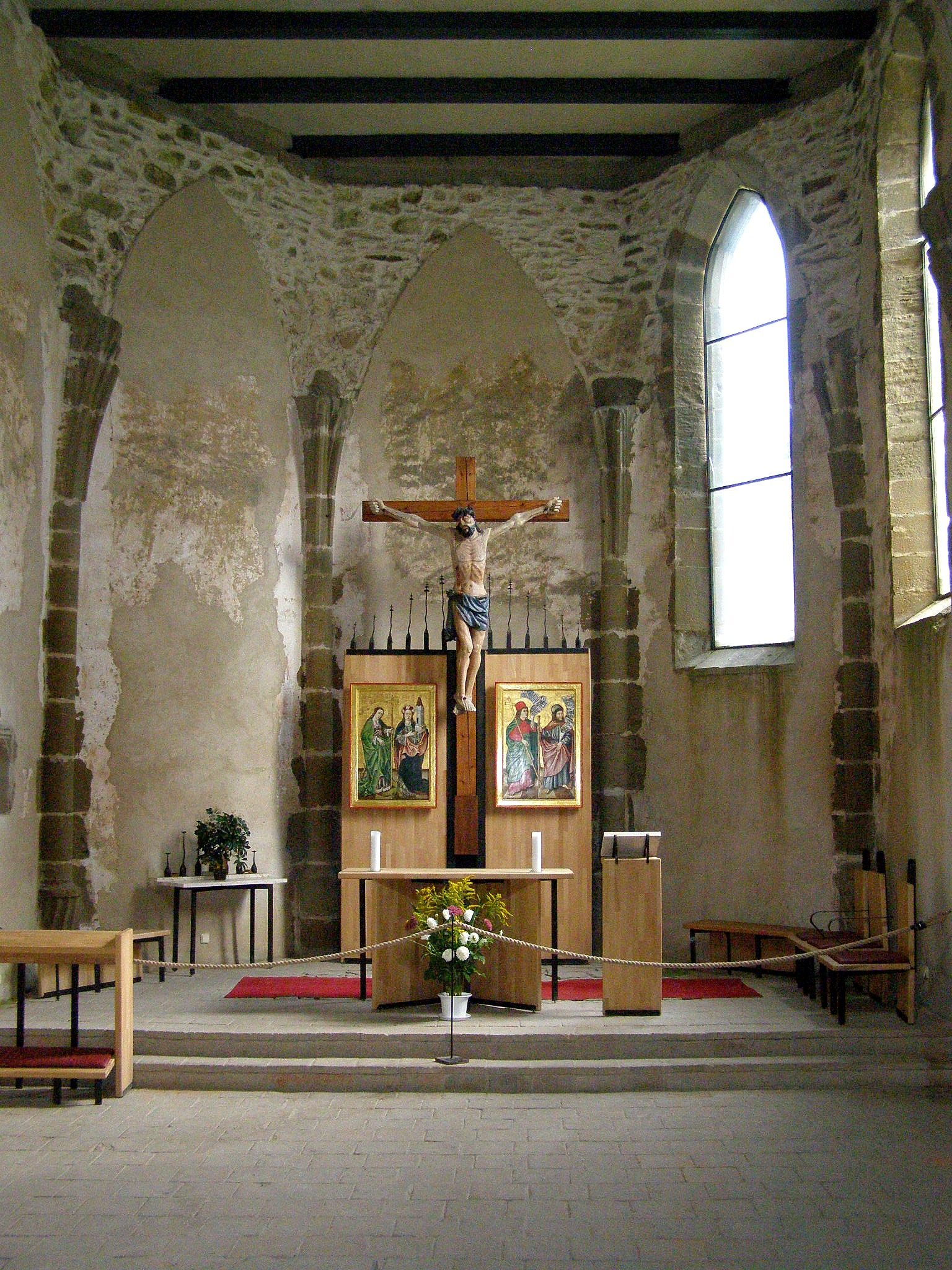
Interiér hradní kaple

Zápolští, noví majitelé hradu v druhé polovině 15. století, se snažili přeměnit horní hrad v reprezentativní šlechtické sídlo a rozšířili hrad o nové budovy včetně hradní kaple postavené na volném prostranství.
V časech renesance patřil Spišský hrad Thurzovcům a Csákyovcům, kteří dále horní hrad přestavovali včetně staveb dalších budov a změn funkčnosti stávajících budov. Byl změněn vstup na hrad a přizpůsoben možnostem dělostřelecké obrany, románský palác byl změněn na zbrojnici, na nádvoří byly vybudovány arkády a pavlače. Hrad přesto přestal vyhovovat nárokům šlechty na pohodlné bydlení, proto byl panstvem počátkem 18. století opuštěn. V roce 1780 vyhořel a změnil se ve zříceninu.
V roce 1970 započala komplexní památková obnova rozsáhlé hradní zříceniny na základě výsledků rozsáhlého archeologického a historicko-architektonického průzkumu. Rozsáhlý hradní objekt je postupně rekonstruován pro potřeby expozice Východoslovenského muzea Košice a zpřístupněn v návštěvních hodinách. Veřejnosti je zpřístupněno více objektů – na dolním nádvoří tzv. Naučná trasa, jejíž součástí jsou mimo rekonstruovaných úseků hradební zdi i rekonstruované základy pevnůstky z dob Jana Jiskry a dále barbakan západní brány středního nádvoří ze 14. století, základy pravěké kultovní stavby a základy hospodářských budov ze 17. století.
V roce 1985 byla zpřístupněna renesanční arkádová chodba a západní gotické hradní paláce Horního hradu, ve kterých jsou umístěny expozice dokládající vývoj hradního osídlení od pravěku a na dokumentaci politické a vojenské moci šlechty s důrazem na bojovou techniku v 15. a 16. století.